# Tetsuya Ito
Tetsuya Ito (伊藤 哲也 Ito Tetsuya?), född 1 oktober 1970 i Chiba prefektur, är en japansk före detta fotbollsspelare.
Ito började sin karriär 1993 i NKK. 1994 flyttade han till Yokohama Marinos. Med Yokohama Marinos vann han japanska ligan 1995. 1997 flyttade han till Sanfrecce Hiroshima. Efter Sanfrecce Hiroshima spelade han för FC Tokyo, Oita Trinita och FC Gifu. Han avslutade karriären 2007.